# Star Wars: Phasma
Star Wars: Phasma es una novela de Star Wars de Delilah S. Dawson, publicada por Del Rey Books el 1 de septiembre de 2017 como parte de la iniciativa editorial Journey to Star Wars: The Last Jedi. Explora la historia de fondo de la Capitana Phasma, la líder de los soldados de asalto presentada en la película de 2015 Star Wars: El despertar de la fuerza .
La novela fue anunciada en la Star Wars Celebration en abril de 2017, entre varios trabajos relacionados con la secuela de The Force Awakens, The Last Jedi. Al mismo tiempo se anunció una miniserie de cómics llamada Star Wars: Captain Phasma, que explora las aventuras de Phasma entre películas. Una novela secuela independiente, Star Wars: Galaxy's Edge: Black Spire, se lanzó el 17 de agosto de 2019. 
Star Wars: Phasma está disponible como audiolibro y libro electrónico.

## Trama
La espía de la Resistencia Vi Moradi es capturada y llevada a bordo del Destructor Estelar de Primera Orden  Absolution, donde es interrogada en secreto por Cardinal, un capitán de soldados de asalto con armadura roja. Cardinal busca información para usarla contra su némesis, la poderosa capitana Phasma. Vi, ganando tiempo para mantenerse con vida y, con suerte, lograr su escape, cuenta la historia extensa de los orígenes de Phasma en el planeta en ruinas Parnassos, tal como le contó Siv, uno de los antiguos guerreros de Phasma.

## Publicación
La novela fue anunciada en la Star Wars Celebration en abril de 2017, entre varios trabajos relacionados con la secuela de The Force Awakens, The Last Jedi. Al mismo tiempo se anunció una miniserie de cómics llamada Star Wars: Captain Phasma, que explora las aventuras de Phasma entre películas.
La novela fue publicada por Del Rey Books el 1 de septiembre de 2017.